# Netelia testaceinervis
Netelia testaceinervis är en stekelart som först beskrevs av Cameron 1912.  Netelia testaceinervis ingår i släktet Netelia och familjen brokparasitsteklar. Inga underarter finns listade i Catalogue of Life.